# AWC G2
El AWC G2 es un fusil de francotirador bullpup semiautomático producido a principios de la década de 1990 por dos destacados diseñadores de armas estadounidenses, Lynn McWilliams y Gale McMillan.

## Historia
Lynn McWilliams, propietario de "AWC Systems Technologies" seleccionó al M14/M1A como base para desarrollar un fusil de francotirador bullpup. McWilliams trabajó en estrecha colaboración con Gale McMillan, fundador de "McMillan Rifle Stock" para diseñar y producir una culata bullpup exclusivamente para AWC Systems Technologies.
Capaz de obtener una precisión de 1 MDA, el G2 fue probado por una serie de agencias gubernamentales de los Estados Unidos y otros países, que buscaban rediseñar el venerable fusil M14. La serie del G2 tenía diversas variantes, que principalmente se diferenciaban en el peso de los cañones, soportes de las miras telescópicas y capacidad de instalarle un silenciador. También se produjeron variantes automáticas de este fusil.
El último desarrollo importante de este sistema de armas, el G2A+, fue producido y suministrado a la escuela de francotiradores de Fort Bragg para ser probado. El fusil fue equipado con un cañón pesado de acero inoxidable para competición Krieger y el soporte para mira telescópica diseñado por Lynn McWilliams. La selección de la mira era de vital importancia, debido a que la elevada ubicación de esta y la combinación con el peculiar factor de carga "G" producido por el arma, creó un duro entorno para cualquier mira telescópica, excepto para la más resistente.

## Producción
El AWC G2 fue producido en cantidades muy pequeñas, tanto para el gobierno de los Estados Unidos como para las ventas individuales. Se produjeron menos de cien fusiles semiautomáticos en cuatro colores (negro, blanco, verde y gris oscuro) y se sabe que se produjo un fusil automático (sólo en color negro).

## Variantes
La variante G2A difería de la G2, ya que tenía un cañón más pesado y un nuevo sistema para montar miras telescópicas. La versión final de serie, la AWC G2A+, incluye tanto el cañón pesado y la última configuración del sistema de montaje de la mira telescópica (con llave y masilla epóxica). El G2FA fue una versión completamente automática del G2.